# Фуганок

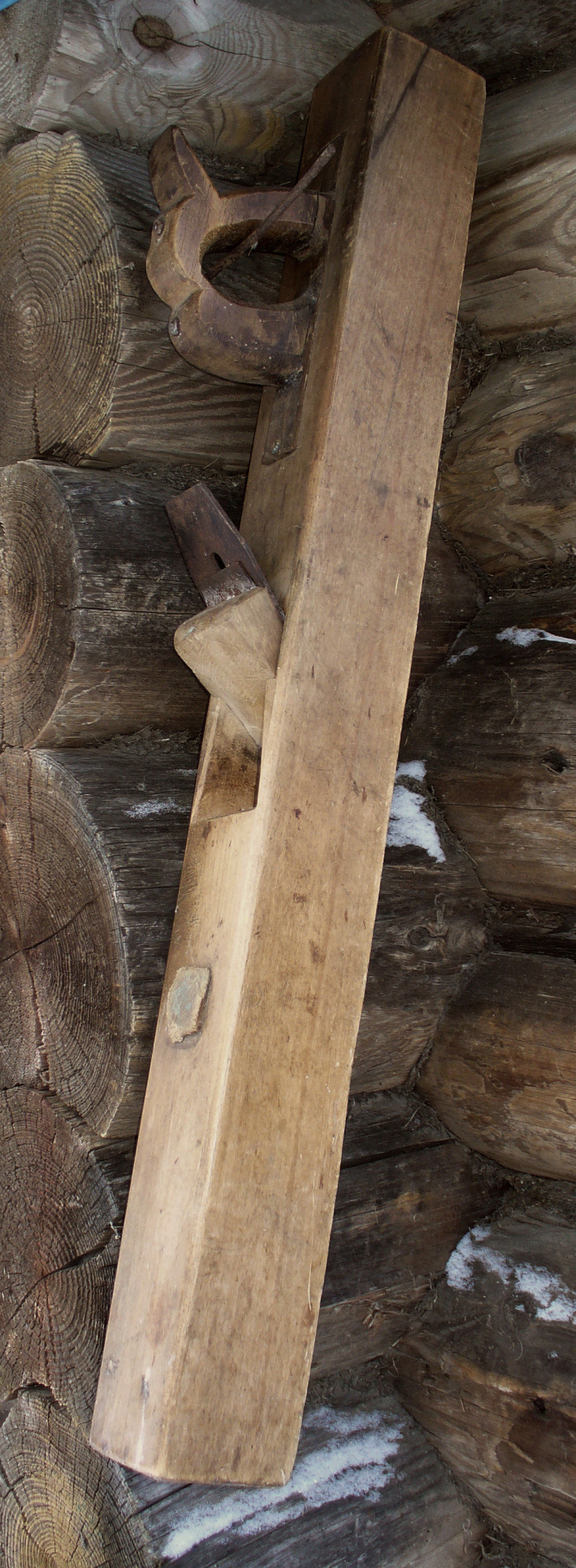
Фуганок

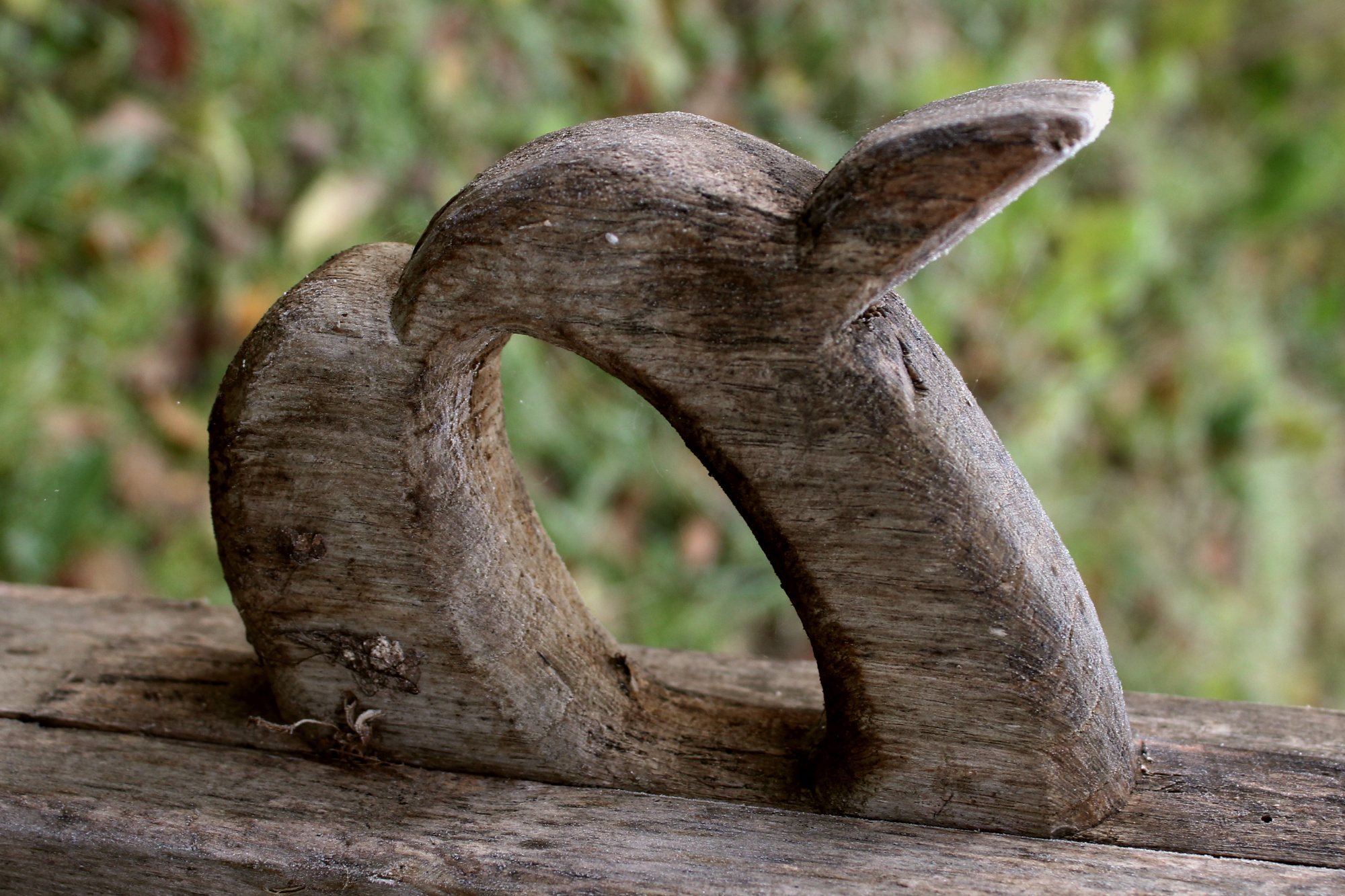
Рукоятка самодельного фуганка

Фуга́нок (от нем. Fugbank) предназначен для окончательной обработки древесины. Его используют тогда, когда возникает необходимость выровнять поверхность большого размера, а также для прифуговки кромок у длинных деталей.
Конструктивно представляет собой длинный рубанок (длиннее рубанка почти в 3 раза). 
В передней части колодки фуганка установлена пробка, предназначенная для ослабления крепления ножа путём удара по ней киянкой. 
Колодка фуганка снабжается ручкой, которая размещается позади ножа.
При строгании фуганком первоначально неровной поверхности получается стружка в виде небольших кусков, а при повторных проходах — непрерывная, что свидетельствует о том, что обрабатываемая поверхность стала ровной.
Небольшие по размерам поверхности обрабатывают полуфуганком, который короче и у́же фуганка.